# Лелекс (син на Посейдон)
Вижте пояснителната страница за други значения на Лелекс.
Лелекс (на старогръцки: Λέλεξ, Lelex) в древногръцката митология e син на Посейдон и на Либия, цар на Мегара през 15 век пр.н.е. и прародител на лелегите.
Той е брат на Агенор и Бел.
Лелекс идва от Египет в Мегара 12 генерации след управлението на Кар, първият цар на Мегара, и поема управлението. Той е баща на Клесон, който го последва след смъртта му на трона. Според Аполодор той е баща и на Биант. Неговият гроб се намирал под замъчния хълм на Нисая.